# Teòfil (artista)
Teòfil (en llatí Teophilus, en grec antic Θεόφιλος) fou un artista grec.
Va ser l'autor del cèlebre elm d'Alexandre el Gran en plata polida i adornat amb pedres precioses. Plutarc esmenta els elms sense fer-ne una descripció, però no dubta en qualificar a Teòfil com un dels més distingits caelatores (ciselladors) grecs.